# Нужные вещи (фильм)
«Нужные вещи» (англ. Needful Things; другие названия — «Магазин „Нужные вещи“», «Необходимые вещи») — американский мистический триллер 1993 года режиссёра Фрейзера Марка Хестона, экранизация романа Стивена Кинга «Нужные вещи». Премьера фильма состоялась 27 августа 1993 года.
Также существует 3-х часовая телевизионная версия фильма, которая была впервые показана 22 мая 1996 года. Версия отличается большей подробностью и большим количеством персонажей.
В США фильм собрал $15 185 672, из них в первый уик-энд проката $5 202 478.

## Сюжет
В небольшой и тихий городок Касл Рок приезжает пожилой незнакомец по имени Лиланд Гонт, и открывает магазин под странным названием Нужные вещи. Первым посетителем становится парень по имени Брайан Раск, которому Гонт продает редкую бейсбольную карточку, но так как у парня недостаточно денег, то продавец говорит, чтобы Брайан сделал небольшую шалость. Позже в магазин Гонта начинают приходить все больше людей, среди них оказывается Нетти Кобб - застенчивая девушка, которая работает в кафе у Полли Чалмерс. Гонт в обмен на шалость, продает ей фигурку, которая когда-то у нее была. В это время, Брайан приезжает на ферму Вильмы Ержик и пачкает грязью ее белье. К Гонту наведывается и шериф Алан Пэнгборн, однако ничего не покупает. Вильма находит испачканное белье, но думает, что это сделала Нетти, ведь они конфликтуют. Вечером в магазин приходит алкоголик Хью Прист, который также в обмен на шалость приобретает куртку, которая была у него в молодости. Также в магазине отовариваются и двое конфликтующих человека - отец Мейхан и преподобный Роуз. Пэнгборн же приходит к председателю городского управления - Дэнфорту Китону, который часто подворовывает из городской казны и ставит эти деньги на скачках, но вскоре в город должна приехать проверка. На следующий день он приходит в магазин и Гонт продает ему настольную игру "Лошадиные скачки", которая якобы предсказывает результаты настоящих скачек. В это время Брайан зашвырял яблоками дом Вильмы и разбил много вещей. Хью Прист убивает собаку Нетти, которая в это время расклеивает по дому Китона штрафы с оскорблениями. На штрафах стоит подпись помощника шерифа - Норриса Риджвика, с которым Китон часто ругается. Вернувшись домой, Нетти обнаруживает труп собаки и думает, что это сделала Вильма, которая в свою очередь обнаруживает свой разгромленный дом. Обе женщины встречаются у Вильмы в доме и начинают драться на ножах, в процессе выпадая из окна и погибая. Полли Чалмерс - невеста шерифа, покупает у Гонта медальон от артрита. У Китона начинается паранойя, что за ним следят и он приходит к Гонту. На утро кто-то присылает Норрису подарочный пакет, но там оказывается мышеловка, которая прищемляет тому пальцы. Норрис естественно думает на Китона. Пэнгборн находит Брайана с пистолетом у виска, возле маяка, который пытается рассказать правду о Гонте, но Алан успевает выхватить у парня пистолет.  Вечером отец Мейхан протыкает ножом шины на машине Хью, который думает, что это сделал владелец бара - Генри Бофорт. Пэнгборн пытается предупредить об опасности Гонта Полли, но та не верит ему. Тогда шериф едет в магазин, в котором не оказывается никаких вещей, но он находит газеты за разные года из разных стран. Полли приезжает на лодку Пэнгборна и находит подброшенные конверты с деньгами, думая, что Алан вместе с Китоном воровал из казны. Шериф в этот момент приезжает в участок, где находится Норрис и пытается рассказать о том, что нашел в магазине. Однако ему звонит Полли и обвиняет его в воровстве. Также в участок наведывается Китон и начинает драться с Норрисом. Однако драку быстро прекращает Алан, который пристегивает Китона наручниками к его же машине, сам же едет к Полли. Дэнфорт оглушает Норриса и уезжает домой. Дома он убивает свою жену молотком, думая, что она спала с Риджвиком. Дальше он закладывает взрывчатку рядом с церковью отца Мейхана. Хью приходит с дробовиком к Генри и они убивают друг друга. Алан приходит в церковь к отцу Мейхану, однако после недолгого разговора церковь взрывается, оба успевают спастись, но отец думает, что это сделал его враг - Роуз. В городе происходят беспорядки, ведь Гонт перессорил всех жителей. Алан берет отца Мейхана, который уже готов убить Роуза, на прицел и Гонт уговаривает того убить отца. Однако шериф выпускает обойму в воздух и криком объясняет жителям о злодеяниях продавца Нужных вещей. Все признаются в своих "шалостях", а Полли избавляется от медальона. Однако Алана ранит в плечо Китон, засевший с винтовкой в магазине. Он выходит оттуда и оказывается, что он обмотан взрывчаткой и угрожает нажать на детонатор. Гонт уговаривает его нажать, но у Китон осознает, что он натворил и прыгает на продавца. Они падают в окно магазина и он взрывается. Однако Лиланд выходит оттуда невредимым и сказав Алану, что они еще встретятся в будущем, уезжает из Касл-Рока. 

## В ролях
| Актёр\Актриса         | Исполняемая роль                | Оригинальное название роли   |
| --------------------- | ------------------------------- | ---------------------------- |
| Макс фон Сюдов        | Лиланд Гонт                     | Leland Gaunt                 |
| Шейн Майер            | Брайан Раск                     | Brian Rusk                   |
| Вэлри Бромфилд        | Вильма Ёржик                    | Wilma Wadlowski Jerzyck      |
| Аманда Пламмер        | Нетти Кобб                      | Netitia 'Nettie' Cobb        |
| Дж. Т. Уолш           | Дэнфорт Китон                   | Danforth 'Buster' Keeton III |
| Эд Харрис             | Алан Пэнгборн, шериф            | Sheriff Alan J. Pangborn     |
| Бонни Беделиа         | Полли Чалмерс, невеста шерифа   | Polly Chalmers               |
| Лиза Блаунт           | Кора Раск                       | в титрах не указана          |
| Рэй Маккиннон         | Норрис Риджвик, помощник шерифа | Norris Ridgewick             |
| Дункан Фрайзер        | Хью Прист                       | Hugh Priest                  |
| Дон С. Дэвис          | Роуз, преподобный               | Rose                         |
| Уильям Морган Шеппард | Мейхан, святой отец             | Meеhan                       |
| Эрик Шнайдер          | Генри Бофорт                    | Henry Beaufort               |
| Фрэнк Ч. Тернер       | Пит Ержик                       | Pete Jerzyck                 |
| Джиллиан Барбер       | Миртл Китон                     | Myrtle Keeton                |
| Локлин Манро          | Джон Лапуант                    | John LaPointe                |

## Награды и номинации
| Год  | Премия | Категория                    | Номинанты                            | Результат |
| ---- | ------ | ---------------------------- | ------------------------------------ | --------- |
| 1994 | Сатурн | Лучший фильм ужасов          | Весь фильм                           | Номинация |
| 1994 | Сатурн | Лучший актёр                 | Макс фон Сюдов за роль Лиланда Гонта | Номинация |
| 1994 | Сатурн | Лучший актёр второго плана   | Дж. Т. Уолш за роль Дэнфорта Китона  | Номинация |
| 1994 | Сатурн | Лучшая актриса второго плана | Аманда Пламмер за роль Нетти Кобб    | Победа    |

## Телесериал
Один из героев фильма — шериф Алан Пэнгборн является второстепенным персонажем телесериала «Касл-Рок» (2018). Телесериал является антологией произведений Стивена Кинга.